# پاتریسیو اورمازابال
پاتریسیو اورمازابال (اسپانیایی: Patricio Ormazábal‎؛ زادهٔ ۱۲ فوریهٔ ۱۹۷۹) بازیکن سابق و مربی فوتبال اهل شیلی است.
از باشگاه‌هایی که در آن بازی کرده‌است می‌توان به باشگاه فوتبال اونیورسیداد شیلی، باشگاه ورزشی سن لورنسو آلماگرو و باشگاه فوتبال آرسنال ساراندی اشاره کرد.
وی همچنین در تیم ملی فوتبال شیلی بازی کرده‌است.